# 吳一新
吴一新（16世紀—17世紀），字稚庚，號林屋，直隶徽州府歙县人，明朝政治人物。同进士出身。

## 生平
七月二十三日生，易经。萬曆十三年（1585年）乙酉科應天府鄉試第一百十一名舉人，二十三年（1595年）乙未科會試第九十九名，廷試三甲第一百七十八名进士，工部觀政，二十四年四月授任湖廣永明县知县，卒于官。

## 家族
曾祖吴伸芳。祖吴自勉。父吴良宦。嫡母閔氏，生母贾氏。具庆下。娶汪氏，子士觀、士斌。從兄吴应明（太常寺少卿）。